# The Raw Boned Psalms
The Raw Boned Psalms es el primer demo de Marilyn Manson (que en ese entonces era conocido bajo el nombre de Marilyn Manson & Spooky Kids). , publicado en enero de 1990. Es el único lanzamiento de la banda para presentar al bajista Olivia Newton Bundy. La cinta era desconocida por la comunidad de Estados Unidos, ya que el demo nunca fue vendido. Bundy mostró fragmentos del demo durante una demostración, pero desde entonces la banda nunca tomó en cuenta sacarlo a la venta ni volvió a hacer mención de él.

## Lista de canciones
Como demo no salió a la luz, se desconoce con precisión la lista de canciones que contenía, sin embargo, hay diversas fuentes que apuntan a posibles inclusiones. Con base a los primeros casetes de Marilyn Manson & The Spooky Kids, se ha teorizado que la cinta contenía "Red (in My) Head", "Son of Man", "I.V.-T.V." y "The Telephone". En un documento enviado por Spookykids.net se menciona una canción grabada en abril de 1990, "All Fall Down", que fue el primer tema en vivo en el ensayo con Bundy. Olivia Newton Bundy dijo que Sin embargo "All Fall Down", no pudo ser grabada con Olivia Newton Bundy, ya que él se retiró en noviembre de 1989.

## Créditos
- Marilyn Manson - Vocalista
- Daisy Berkowitz - Guitarra
- Olivia Newton Bundy - Bajos

## Datos a resaltar
- "The Raw Boned Psalms" es el primer trabajo de Marilyn Manson.